# Leiobunum tascum
Leiobunum tascum is een hooiwagen uit de familie Sclerosomatidae.